# Anđela Janjušević
Anđela Janjušević (Belgrád, 1995. június 18. –) szerb válogatott kézilabdázó, a román Rapid București játékosa.

## Pályafutása

### Klubcsapatokban
Anđela Janjušević Belgrádban született, pályafutását a Vozdovac, majd a BMS Milenium csapataiban kezdte. 2014 és 2016 között a Radnicki Kragujevac játékosa volt. Hazájában 2015-ben az év kézilabdázójának választották. 2016 nyarától a magyar első osztályban szereplő Siófok KC játékosa. 2017 novemberében súlyos keresztszalag-szakadást szenvedett és a szezon hátralevő részét ki kellett hagynia. 2020 nyarától a Váci NKSE játékosa lett volna, azonban mivel nem fogadta el a koronavírus-járvány miatti fizetéscsökkentés miatti szerződésmódosítást, a Vác 2020. július 1-jétől érvényes szerződését felbontotta, Janjušević pedig a román élvonalbeli Gloria Buzău csapatában folytatta pályafutását. 2021 nyarán visszatért Siófokra. Egy szezont követően a bukaresti Rapidhoz szerződött.

### A válogatottban
A 2012-es junior-világbajnokságon negyedik lett a szerb csapattal, a 2015-ös Universiadén pedig bronzérmes. A 2014-2015-ös szezonban beválasztották a legtehetségesebb fiatalok All-Star csapatába. Szerepelt a 2014-es és 2016-os Európa-bajnokságon. A 2017-es világbajnokságot sérülése miatt hagyta ki.

## Sikerei, díjai
- EHF-kupa-győztes: 2018–19